# Juan Carlos Pereira
Juan Carlos Pereira Díaz (Cartagena de Indias, Bolívar; 8 de febrero de 1993) es un futbolista colombiano. Juega como mediocampista central y su equipo actual es Millonarios de la Categoría Primera A.

## Orígenes y formación

### Inicios

#### 2003-08
Juan Carlos inició en el fútbol con 10 años en el 2003 en una escuela de fútbol del barrio El Socorro en Cartagena llamada New Star, donde dio sus primeros pasos en el balompié y empezó a mostrar características para jugarlo, luego tuvo un paso por la Academia de Fútbol de Crespo en Barranquilla, otra academia regional
Estando en la academia en Barranquilla y destacándose; fue observado por ojeadores de Independiente Medellín, los cuales los llevaron a la ciudad para jugar el popular Torneo de Pony Fútbol con 12 años en el año 2005.
Tras un gran potencial mostrado, el equipo creyó en él; vinculándolo a su proceso de divisiones menores y terminando de forjarse en la ciudad con el cuadro ‘poderoso’.

## Carrera en clubes

### Independiente Medellín

#### 2009
Cuatro años más tarde con 16 años es inscrito en el equipo profesional ante la Dimayor junto con Alexander Viveros para el mes de septiembre de 2009, siendo dirigido por el entrenador Leonel Álvarez, fue campeón del Torneo Finalización aunque sin haber sido convocado a ningún encuentro.

#### 2010-13
Oficialmente debutó con el equipo poderoso en un partido de la Copa Colombia 2010 frente al Deportivo Rionegro. Para la siguiente temporada en el torneo apertura 2011 disputó su primer partido de liga enfrentando al Cúcuta Deportivo. En dicho encuentro Juan Carlos ingresa al terreno de juego por William Arboleda al minuto 74' y posteriormente al minuto 90' anota su primer gol como profesional al batir la portería de Williams Buenaños. Con el equipo poderoso juega en esa misma campaña otros cuatro partidos entre la Copa Colombia y la Liga.

### Depor F. C.

#### 2014-15
Tras 5 temporadas con el Independiente Medellín en donde tan solo jugó en 5 oportunidades, en 2014 se va cedido a la Primera B con el Depor F. C. en el Torneo Finalización, allí tiene una buena seguidilla de partidos y goles anotados.

### Orsomarso

#### 2016 (1.ersemestre)
Posteriormente llega a Orsomarso de la Primera B, también a préstamo, dónde juega solo seis meses y no puede afianzarse en el equipo.

### Cúcuta Deportivo

#### 2016 (2.º semestre)
En el segundo semestre de 2016 llega cedido al Cúcuta Deportivo, donde consigue más minutos aunque también sale a final de año.

### Unión Magdalena

#### 2017-19
Llega a Magdalena también a préstamo desde Independiente Medellín a jugar bajo las órdenes del entrenador Harold Rivera, Juan Carlos tiene su consolidación como jugador del ‘ciclón bananero’ aportando 8 goles en 109 partidos que le valieron al club para su tan anhelado ascenso y ya en la Primera A la clasificación a las semifinales del torneo en donde con un gol suyo dejaron sin posibilidades de jugar la final a Millonarios.
Sale de Unión Magdalena tras finalizar su cesión y no renovar su contrato con el Medellín, tras 14 años de vinculación juvenil y profesional; en medio de polémicas declaraciones del entonces presidente del equipo ‘poderoso’ y respuestas del jugador por el tema contractual.

### Millonarios

#### 2020
El 3 de enero es oficializado como nuevo refuerzo de Millonarios llegando a prueba con contrato de un año, por pedido del entrenador Alberto Gamero. Debuta el 26 de enero frente a Deportivo Pasto. 
El 2 de febrero marca su primer gol con el azul en el empate a dos goles ante La Equidad. 
Su primer partido internacional lo juga el 6 de febrero en la victoria 2 a 0 sobre Always Ready de Bolivia por Copa Sudamericana 2020; vuelve a marcar el 12 de septiembre brindándole así el empate a su equipo frente al Deportivo Cali por 1-1, siendo además destacado como la figura del partido. El 27 de septiembre anota, abriendo el marcador del clásico bogotano que terminaría en empate a un gol; anota una vez más en el encuentro ante Deportes Tolima, siendo importante en el empate final 2-2. 
A pesar de una lesión en ese año, tuvo un destacado rendimiento en el equipo en ese año; esto lleva a que finalmente el 2 de diciembre de 2020 el club confirma, por medio de sus redes sociales, que ha adquirido los derechos del jugador y este renueva su vínculo con Millonarios por 3 años.

#### 2021
El 17 de junio de 2021 anota el penal que le da el empate a su equipo en la ida de la final del Torneo Apertura 2021 frente al Deportes Tolima.
En el partido de vuelta Juan Carlos Pereira toco la copa, Millonarios perdió la final 1-2 de local ante Deportes Tolima con doblete de Juan Fernando Caicedo, algunos hinchas de Millonarios culparon a Pereira de la derrota por tocar la copa e internautas hicieron memes.

#### 2022
El 6 de agosto de 2022 anota su primer triplete que le da la victoria a su equipo en el clásico añejo siendo así el primero en la historia del clásico en conseguirlo.
En este año Juan logra su primer título con el ‘embajador’, levantando la Copa Colombia ante Junior.

#### 2023
En el primer semestre logra su segundo título con Millonarios ganando el Torneo Apertura ante Atlético Nacional, aunque en lo individual Juan Carlos perdió continuidad en el equipo titular.
Retoma su óptimo nivel y su continuidad en el segundo semestre de ese año, en el que suma más minutos y deja ver grandes actuaciones.

#### 2024
A principio de este año Juan Carlos consigue su tercer título en el equipo levantando la Superliga ante Junior, aunque no fue tenido en cuenta por lesión.

## Selección nacional

### Selección Sub-20
Representó a la Selección de fútbol sub-20 de Colombia en el año 2012 siendo dirigido por el entrenador Piscis Restrepo.

## Estadísticas

### Clubes
| Club                              | Div.                | Temporada           | Liga  | Liga  | Copas | Copas | Internacional | Internacional | Total | Total |
| Club                              | Div.                | Temporada           | Part. | Goles | Part. | Goles | Part.         | Goles         | Part. | Goles |
| --------------------------------- | ------------------- | ------------------- | ----- | ----- | ----- | ----- | ------------- | ------------- | ----- | ----- |
| Independiente Medellín · Colombia | 1.ª                 | F-2009              | 0     | 0     | -     | -     | -             | -             | 0     | 0     |
| Independiente Medellín · Colombia | 1.ª                 | 2010                | 0     | 0     | 1     | 0     | -             | -             | 1     | 0     |
| Independiente Medellín · Colombia | 1.ª                 | 2011                | 2     | 1     | 1     | 0     | -             | -             | 3     | 1     |
| Independiente Medellín · Colombia | 1.ª                 | 2012                | 0     | 0     | -     | -     | -             | -             | 0     | 0     |
| Independiente Medellín · Colombia | 1.ª                 | 2013                | 0     | 0     | 1     | 0     | -             | -             | 1     | 0     |
| Independiente Medellín · Colombia | Total               | Total               | 2     | 1     | 3     | 0     | 0             | 0             | 5     | 1     |
| Depor F.C. · Colombia             | 2.ª                 | 2014                | 14    | 2     | 10    | 2     | -             | -             | 24    | 4     |
| Depor F.C. · Colombia             | 2.ª                 | 2015                | 30    | 3     | 6     | 0     | -             | -             | 36    | 3     |
| Depor F.C. · Colombia             | Total               | Total               | 44    | 5     | 16    | 2     | 0             | 0             | 60    | 7     |
| Orsomarso · Colombia              | 2.ª                 | A-2016              | 3     | 0     | 2     | 0     | -             | -             | 5     | 0     |
| Orsomarso · Colombia              | Total               | Total               | 3     | 0     | 2     | 0     | 0             | 0             | 5     | 0     |
| Cúcuta Deportivo · Colombia       | 2.ª                 | F-2016              | 11    | 0     | 2     | 1     | -             | -             | 13    | 1     |
| Cúcuta Deportivo · Colombia       | Total               | Total               | 11    | 0     | 2     | 1     | 0             | 0             | 13    | 1     |
| Unión Magdalena · Colombia        | 2.ª                 | 2017                | 25    | 0     | 7     | 0     | -             | -             | 32    | 0     |
| Unión Magdalena · Colombia        | 2.ª                 | 2018                | 30    | 2     | 2     | 0     | -             | -             | 32    | 2     |
| Unión Magdalena · Colombia        | 1.ª                 | 2019                | 41    | 5     | 4     | 1     | -             | -             | 45    | 6     |
| Unión Magdalena · Colombia        | Total               | Total               | 96    | 7     | 13    | 1     | 0             | 0             | 109   | 8     |
| Millonarios · Colombia            | 1.ª                 | 2020                | 12    | 4     | -     | -     | 2             | 0             | 14    | 4     |
| Millonarios · Colombia            | 1.ª                 | 2021                | 37    | 2     | 2     | 0     | -             | -             | 39    | 2     |
| Millonarios · Colombia            | 1.ª                 | 2022                | 44    | 4     | 6     | 0     | 2             | 0             | 52    | 4     |
| Millonarios · Colombia            | 1.ª                 | 2023                | 35    | 2     | 6     | 0     | 6             | 0             | 47    | 2     |
| Millonarios · Colombia            | 1.ª                 | 2024                | 28    | 4     | 1     | 0     | 6             | 0             | 35    | 4     |
| Millonarios · Colombia            | 1.ª                 | 2025                | 14    | 1     | -     | -     | 1             | 0             | 15    | 1     |
| Millonarios · Colombia            | Total               | Total               | 170   | 17    | 15    | 0     | 17            | 1             | 202   | 18    |
| Total en su carrera               | Total en su carrera | Total en su carrera | 283   | 29    | 44    | 4     | 16            | 0             | 343   | 33    |

#### Hat-Tricks
| 1 | 6 de agosto de 2022 | El Campín | Millonarios vs. Deportivo Cali | Anotado · Anotado · Anotado | 4 - 2 | Torneo Finalización |

## Palmarés

### Campeonatos nacionales
| Título                | Club                   | Año  |
| --------------------- | ---------------------- | ---- |
| Torneo Finalización   | Independiente Medellín | 2009 |
| Copa Colombia         | Millonarios            | 2022 |
| Torneo Apertura       | Millonarios            | 2023 |
| Superliga de Colombia | Millonarios            | 2024 |